# Joseph R. Pitts

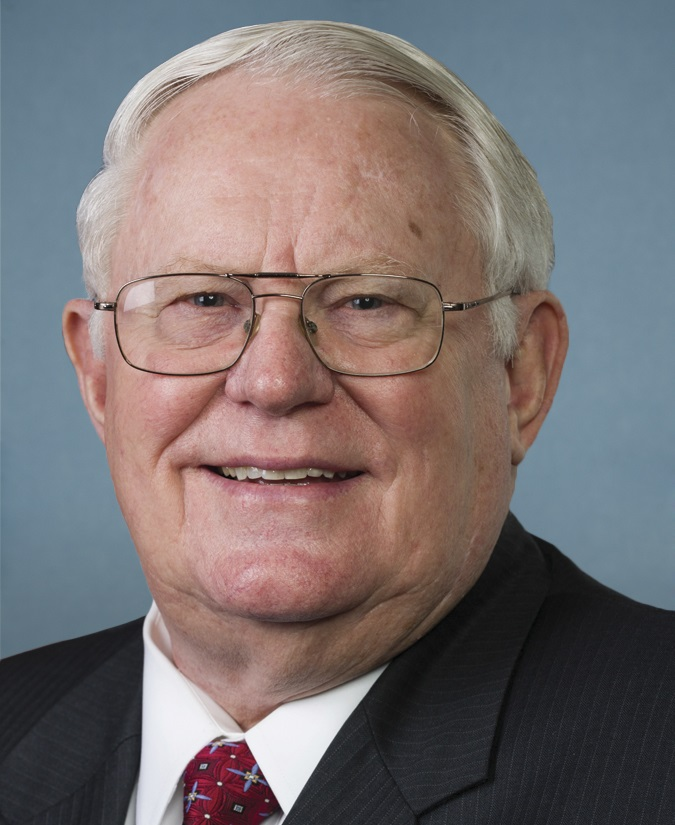
Joseph R. Pitts (2013)

Joseph Russell „Joe“ Pitts (* 10. Oktober 1939 in Lexington, Kentucky) ist ein amerikanischer Politiker der Republikaner. Von 1997 bis 2017 vertrat er den Bundesstaat Pennsylvania im US-Repräsentantenhaus. Er trat bei der Wahl 2016 nicht wieder an und schied daher am 3. Januar 2017 aus dem Kongress aus.

## Familie, Ausbildung und Beruf
Joseph „Joe“ Pitts ist der Sohn der Pearl Jackson Pitts und des Priesters Joseph Pitts, der während des Zweiten Weltkriegs als Militärgeistlicher gearbeitet hatte und mit der Familie nach dem Krieg als Missionar auf die Philippinen zog. Nach der Rückkehr in die Vereinigten Staaten besuchte Joe Pitts bis 1961 das Asbury College in Wilmore (Kentucky), das er mit dem Bachelorgrad in Philosophie und Religion abschloss. 1962/63 unterrichtete er an einer Grundschule in Versailles (Kentucky). Danach diente er zwischen 1963 und 1969 in der US Air Force, in der er 116 Einsätze flog, bis zum Hauptmann aufstieg und eine Air Medal mit Eichenlaub erhielt. Dabei war er auch im Vietnamkrieg eingesetzt. Anschließend studierte er bis 1972 an der West Chester University of Pennsylvania, an der er einen Master of Education (M.Ed.) erwarb. Er blieb daraufhin im Bundesstaat Pennsylvania ansässig, war von 1969 bis 1972 Lehrer an einer High School in Malvern und betrieb 1974 bis 1990 selbstständig einen kleinen Gärtnereibetrieb in Unionville.
Er ist verheiratet mit der Lehrerin Virgina M. Pitt (geb. Pratt) und Vater von drei Kindern; sein privater Wohnsitz ist Kennett Square.

## Politische Laufbahn
Pitts begann seine politische Laufbahn 1973, als er für die Republikanische Partei als Abgeordneter ins Repräsentantenhaus von Pennsylvania gewählt wurde. Er gehörte dieser Kammer bis 1997 an. Er setzte sich für die Erhaltung landwirtschaftlicher Nutzflächen, fiskal- und steuerpolitische Strenge und gesellschaftspolitisch konservative Positionen ein. So war er 1990 maßgeblich an einem Gesetz beteiligt, das Abtreibungen erschwerte.
Bei den Kongresswahlen des Jahres 1996 wurde Pitts im 16. Kongresswahlbezirk von Pennsylvania in das US-Repräsentantenhaus in Washington, D.C. gewählt, wo er am 3. Januar 1997 die Nachfolge von Robert Smith Walker antrat. Nach neun Wiederwahlen konnte er sein Mandat im Kongress bis zum 3. Januar 2017 ausüben. Bis dahin war er Mitglied im Ausschuss für Energie und Handel sowie in zwei Unterausschüssen. Als Vorsitzender des dortigen Unterausschusses für Gesundheitspolitik sorgte er unter anderem für eine veränderte Finanzierung der staatlichen Beihilfe Medicare und sorgte gemeinsam mit dem Demokraten Bart Stupak dafür, dass die Bestimmungen des Hyde Amendments – keine staatliche Finanzhilfe für Schwangerschaftsabbrüche außer in wenigen Ausnahmefällen – auch für Obamas Gesundheitsreform festgeschrieben wurde. Er gründete eine Arbeitsgruppe des Kongresses zu elektronischer Kampfführung und war Mitglied in einem Sonderausschuss, der sich mit Menschenrechtsverletzungen in Ägypten, Nordkorea und durch den Islamischen Staat befasste. Außerdem gehörte er der Kommission für Sicherheit und Zusammenarbeit in Europa an. Im September 2015 wurde Pitts Mitglied in einem Untersuchungsausschuss, der mögliches Fehlverhalten der Organisation Planned Parenthood nach Abtreibungen bei der Entnahme von Gewebe aus den Föten untersuchen sollte. Er galt als das konservativste Mitglied des US-Repräsentantenhauses aus seinem Bundesstaat.
Im November 2015 kündigte Pitts an, sich bei der kommenden Wahl zum Repräsentantenhaus am 8. November 2016 nicht erneut zu bewerben. Im strukturell republikanisch ausgerichteten 16. Kongresswahlbezirk im Südosten Pennsylvanias (den der republikanische Präsidentschaftsbewerber Mitt Romney 2012 mit sechs Prozentpunkten Vorsprung gewann) gab es innerhalb der Partei eine hart umkämpfte Vorwahl. Für die Demokraten ergab Pitts’ Rückzug eine Gelegenheit, den Sitz 2016 zu erobern. Bereits vor Pitts’ Ankündigung hatte Christina M. Hartman, eine freie Beraterin für Non-Profit-Organisationen, im August 2015 ihre Kandidatur bekanntgegeben.
Am 8. November 2016 setzte sich der Republikaner Lloyd Smucker gegenüber der Demokratin Christina M. Hartmann in dem Kongresswahlbezirk durch.

## Belege
1. ↑  www.quote.org.
2. 1 2  Full Biography. (Memento vom 10. November 2015 im Internet Archive) In: Pitts.House.gov, abgerufen am 10. November 2015 (englisch).
3. ↑  Tom Howell: Joe Pitts to Retire; Pennsylvania Republican Has Served in House Since 1997. In: The Washington Times, 6. November 2015 (englisch).
4. ↑  Valerie Richardson: Six Democrats Picked to Investigate Planned Parenthood Took $81,000 From Its PAC. In: The Washington Times, 6. November 2015 (englisch).
5. ↑  Pennsylvania Senator Says He’ll Seek Joe Pitts’ 16th District Seat in Congress. (Memento vom 12. November 2015 im Internet Archive) In: WFMZ.com, 9. November 2015 (englisch).
6. ↑  Simone Pathé, Emily Cahn: Pennsylvania’s Joe Pitts Will Not Seek Re-Election. (Memento vom 9. November 2015 im Internet Archive) In: Roll Call, 6. November 2015 (englisch).
7. ↑  Sam Janesch: Democratic Congressional Candidate Christina Hartman Announces Endorsements. In: Lancaster Online, 5. November 2015 (englisch).

| Personendaten    | Personendaten               |
| ---------------- | --------------------------- |
| NAME             | Pitts, Joseph R.            |
| ALTERNATIVNAMEN  | Pitts, Joe                  |
| KURZBESCHREIBUNG | US-amerikanischer Politiker |
| GEBURTSDATUM     | 10. Oktober 1939            |
| GEBURTSORT       | Lexington, Kentucky         |